# TP.3 Reloaded
TP.3 Reloaded è il decimo album in studio di R. Kelly. pubblicato nel 2005 per la Jive Records.

## Tracce
1. Playa's Only (featuring The Game) - 3:54 - (S. Storch, R. Kelly, J. Taylor)
2. Happy Summertime (featuring Snoop Dogg) - 3:38 - (R. Kelly, C. Broadus)
3. Sex in the Kitchen - 3:37 - (R. Kelly)
4. Slow Wind - 3:21 - (R. Kelly)
5. Put My T-Shirt On - 4:30 - (R. Kelly)
6. Remote Control - 5:19 - (R. Kelly)
7. Kickin' It With Your Girlfriend - 3:34- (R. Kelly)
8. Reggae Bump Bump (featuring Elephant Man) - 5:21 - (R. Kelly, O. Bryan)
9. Touchin' (featuring Nivea) - 5:00
10. Girls Go Crazy (featuring Baby) - 4:29 - (R. Kelly, B. Williams)
11. Hit It Till the Mornin' (featuring Twista & Do or Die) - 4:18 - (R. Kelly, C. Mitchell, D. Round, D. Smith)
12. Sex Weed - 4:25 - (R. Kelly)
13. (Sex) Love Is What We Makin' - 3:37 - (R. Kelly)
14. Burn It Up (featuring Wisin & Yandel) - 3:51 - (R. Kelly, Luney Tunes, Wisin & Yandel)
15. Trapped in the Closet Chapter 1 - 3:25 - (R. Kelly)
16. Trapped in the Closet Chapter 2 - 3:15 - (R. Kelly)
17. Trapped in the Closet Chapter 3 - 3:15 - (R. Kelly)
18. Trapped in the Closet Chapter 4 - 3:15 - (R. Kelly)
19. Trapped in the Closet Chapter 5 - 3:19 - (R. Kelly)